# Golden Globe Awards 1988
Die 45. Verleihung der Golden Globe Awards fand am 23. Januar 1988 statt.

## Gewinner und Nominierte im Bereich Film

### Bester Film – Drama
Der letzte Kaiser (The Last Emperor) – Regie: Bernardo Bertolucci
- Das Reich der Sonne (Empire of the Sun) – Regie: Steven Spielberg
- Eine verhängnisvolle Affäre (Fatal Attraction) – Regie: Adrian Lyne
- La Bamba – Regie: Luis Valdez
- Nuts… Durchgedreht (Nuts) – Regie: Martin Ritt
- Schrei nach Freiheit (Cry Freedom) – Regie: Richard Attenborough

### Bester Film – Musical/Komödie
Hope and Glory – Regie: John Boorman
- Baby Boom – Eine schöne Bescherung (Baby Boom) – Regie Charles Shyer
- Dirty Dancing – Regie: Emile Ardolino
- Mondsüchtig (Moonstruck) – Regie: Norman Jewison
- Nachrichtenfieber (Broadcast News) – Regie: James L. Brooks

### Beste Regie
Bernardo Bertolucci – Der letzte Kaiser (The Last Emperor)
- Richard Attenborough – Schrei nach Freiheit (Cry Freedom)
- John Boorman – Hope and Glory
- James L. Brooks – Nachrichtenfieber (Broadcast News)
- Adrian Lyne – Eine verhängnisvolle Affäre (Fatal Attraction)

### Bester Hauptdarsteller – Drama
Michael Douglas – Wall Street
- John Lone – Der letzte Kaiser (The Last Emperor)
- Jack Nicholson – Wolfsmilch (Ironweed)
- Nick Nolte – Der stählerne Vorhang (Weeds)
- Denzel Washington – Schrei nach Freiheit (Cry Freedom)

### Beste Hauptdarstellerin – Drama
Sally Kirkland – Anna... Exil New York (Anna)
- Rachel Chagall – Gaby – Eine wahre Geschichte (Gaby: A True Story)
- Glenn Close – Eine verhängnisvolle Affäre (Fatal Attraction)
- Faye Dunaway – Barfly
- Barbra Streisand – Nuts… Durchgedreht (Nuts)

### Bester Hauptdarsteller – Musical/Komödie
Robin Williams – Good Morning, Vietnam
- Nicolas Cage – Mondsüchtig (Moonstruck)
- Danny DeVito – Schmeiß’ die Mama aus dem Zug! (Throw Momma from the Train)
- William Hurt – Nachrichtenfieber (Broadcast News)
- Steve Martin – Roxanne
- Patrick Swayze – Dirty Dancing

### Beste Hauptdarstellerin – Musical/Komödie
Cher – Mondsüchtig (Moonstruck)
- Jennifer Grey – Dirty Dancing
- Holly Hunter – Nachrichtenfieber (Broadcast News)
- Diane Keaton – Baby Boom – Eine schöne Bescherung (Baby Boom)
- Bette Midler – Nichts als Ärger mit dem Typ (Outrageous Fortune)

### Bester Nebendarsteller
Sean Connery – The Untouchables – Die Unbestechlichen (The Untouchables)
- Richard Dreyfuss – Nuts… Durchgedreht (Nuts)
- R. Lee Ermey – Full Metal Jacket
- Morgan Freeman – Glitzernder Asphalt (Street Smart)
- Rob Lowe – Square Dance – Wiedersehen in Texas (Square Dance)

### Beste Nebendarstellerin
Olympia Dukakis – Mondsüchtig (Moonstruck)
- Norma Aleandro – Gaby – Eine wahre Geschichte (Gaby: A True Story)
- Anne Archer – Eine verhängnisvolle Affäre (Fatal Attraction)
- Anne Ramsey – Schmeiß’ die Mama aus dem Zug! (Throw Momma from the Train)
- Vanessa Redgrave – Das stürmische Leben des Joe Orton (Prick Up Your Ears)

### Bestes Drehbuch
Bernardo Bertolucci, Mark Peploe, Enzo Ungari – Der letzte Kaiser (The Last Emperor)
- John Boorman  – Hope and Glory
- James L. Brooks – Nachrichtenfieber (Broadcast News)
- David Mamet – Haus der Spiele (House of Games)
- John Patrick Shanley – Mondsüchtig (Moonstruck)

### Beste Filmmusik
David Byrne, Ryūichi Sakamoto, Cong Su – Der letzte Kaiser (The Last Emperor)
- George Fenton, Jonas Gwangwa – Schrei nach Freiheit (Cry Freedom)
- Henry Mancini – Die Glasmenagerie (The Glass Menagerie)
- Ennio Morricone – The Untouchables – Die Unbestechlichen (The Untouchables)
- John Williams – Das Reich der Sonne (Empire of the Sun)

### Bester Filmsong
„(I’ve Had) The Time of My Life“ aus Dirty Dancing – John DeNicola, Franke Previte, Donald Markowitz
- „Nothing’s Gonna Stop Us Now“ aus Mannequin – Albert Hammond, Diane Warren
- „The Secret of My Success“ aus Das Geheimnis meines Erfolges (The Secret of My Succe$s) – Jack Blades, David Foster, Tom Keane, Michael Landau
- „Shakedown“ aus Beverly Hills Cop II – Harold Faltermeyer, Keith Forsey, Bob Seger
- „Who’s That Girl“ aus Who’s That Girl – Patrick Leonard, Madonna

### Bester fremdsprachiger Film
Mein Leben als Hund (Mitt Liv som hund), Schweden – Regie: Lasse Hallström
- Auf Wiedersehen, Kinder (Au Revoir, les enfants), Frankreich – Regie: Louis Malle
- Die Reue (Monanieba), Sowjetunion – Regie: Tengis Abuladse
- Jean de Florette, Frankreich – Regie: Claude Berri
- Schwarze Augen (Oci ciornie), Italien – Regie: Nikita Michalkow

## Gewinner und Nominierte im Bereich Fernsehen

### Beste Serie – Drama
L.A. Law – Staranwälte, Tricks, Prozesse (L.A. Law)
- A Year in the Life
- Chefarzt Dr. Westphall (St. Elsewhere)
- Die besten Jahre (Thirtysomething)
- Die Schöne und das Biest (Beauty and the Beast)
- Mord ist ihr Hobby (Murder, She Wrote)

### Bester Hauptdarsteller in einer Fernsehserie – Drama
Richard Kiley – A Year in the Life
- Harry Hamlin – L.A. Law – Staranwälte, Tricks, Prozesse (L.A. Law)
- Tom Selleck – Magnum (Magnum, p.i.)
- Michael Tucker – L.A. Law – Staranwälte, Tricks, Prozesse (L.A. Law)
- Edward Woodward – Der Equalizer (The Equalizer)

### Beste Hauptdarstellerin in einer Fernsehserie – Drama
Susan Dey – L.A. Law – Staranwälte, Tricks, Prozesse (L.A. Law)
- Linda Hamilton – Die Schöne und das Biest (Beauty and the Beast)
- Sharon Gless – Cagney & Lacey
- Jill Eikenberry – L.A. Law – Staranwälte, Tricks, Prozesse (L.A. Law)
- Angela Lansbury – Mord ist ihr Hobby (Murder, She Wrote)

### Beste Serie – Musical/Komödie
Golden Girls (The Golden Girls)
- Cheers
- Das Model und der Schnüffler (Moonlighting)
- Inspektor Hooperman (Hooperman)
- Familienbande (Family Ties)
- Frank’s Place

### Bester Hauptdarsteller in einer Fernsehserie – Musical/Komödie
Dabney Coleman – The Slap Maxwell Story
- Michael J. Fox – Familienbande (Family Ties)
- John Ritter – Inspektor Hooperman (Hooperman)
- Alan Thicke – Unser lautes Heim (Growing Pains)
- Bruce Willis – Das Model und der Schnüffler (Moonlighting)

### Beste Hauptdarstellerin in einer Fernsehserie – Musical/Komödie
Tracey Ullman – Die Tracey Ullman Show (The Tracey Ullman Show) 
- Beatrice Arthur – Golden Girls (The Golden Girls)
- Estelle Getty – Golden Girls (The Golden Girls)
- Rue McClanahan – Golden Girls (The Golden Girls)
- Cybill Shepherd – Das Model und der Schnüffler (Moonlighting)
- Betty White – Golden Girls (The Golden Girls)

### Beste Miniserie oder bester Fernsehfilm
Armes reiches Mädchen – Die Geschichte der Barbara Hutton (Poor Little Rich Girl: The Barbara Hutton Story)

Flucht aus Sobibor (Escape from Sobibor)
- Das Versprechen des Elmer Jackson (After the Promise)
- Langer Abschied (Foxfire)
- Schatten in der Dunkelheit (Echoes in the Darkness)

### Bester Hauptdarsteller in einer Miniserie oder einem Fernsehfilm
Randy Quaid – Johnsons Weg ins Weiße Haus (LBJ: The Early Years)
- Alan Arkin – Flucht aus Sobibor (Escape from Sobibor)
- Mark Harmon – Das Versprechen des Elmer Jackson (After the Promise)
- Jack Lemmon – Long Day’s Journey Into Night
- Judd Nelson – Beverly Hills Boys Club (Billionaire Boys Club)
- James Woods – P.O.W. – Prisoner of War (In Love and War)

### Beste Hauptdarstellerin in einer Miniserie oder einem Fernsehfilm
Gena Rowlands – Eine Frau besiegt die Angst (The Betty Ford Story)
- Farrah Fawcett – Armes reiches Mädchen – Die Geschichte der Barbara Hutton (Poor Little Rich Girl: The Barbara Hutton Story)
- Shirley MacLaine – Out on a Limb
- Ann-Margret – Society (The Two Mrs. Grenvilles)
- Raquel Welch – Das Recht zu sterben (Right to Die)

### Bester Nebendarsteller in einer Fernsehserie, einer Miniserie oder einem Fernsehfilm
Rutger Hauer – Flucht aus Sobibor (Escape from Sobibor)
- Kirk Cameron – Unser lautes Heim (Growing Pains)
- Dabney Coleman – Cold Silence (Sworn to Silence)
- John Hillerman – Magnum (Magnum, p.i.)
- John Larroquette – Harrys wundersames Strafgericht (Night Court)
- Brian McNamara – Beverly Hills Boys Club (Billionaire Boys Club)
- Alan Rachins – L.A. Law – Staranwälte, Tricks, Prozesse (L.A. Law)
- Gordon Thomson – Der Denver-Clan (Dynasty)

### Beste Nebendarstellerin in einer Fernsehserie, einer Miniserie oder einem Fernsehfilm
Claudette Colbert – Society (The Two Mrs. Grenvilles)
- Allyce Beasley – Das Model und der Schnüffler (Moonlighting)
- Julia Duffy – Newhart
- Christine Lahti – Amerika
- Rhea Perlman – Cheers

## Cecil B. De Mille Award
- Clint Eastwood

## Miss Golden Globe
Gigi Garner (Tochter von James Garner und Lois Clarke)